# ブランドン・ホールジー
ブランドン・ホールジー（Brandon Halsey、1986年9月16日 - ）は、アメリカ合衆国の男性総合格闘家。カリフォルニア州サンディエゴ出身。HBアルティメット所属。元Bellator世界ミドル級王者。ブランドン・ハルシー、ブランドン・ホージーとも表記される。

## 来歴
幼い頃からレスリングを始め、カリフォルニア州立大学時代はNCAAディビジョン1でオールアメリカンに選出された。卒業後の2012年に総合格闘技デビュー。

### Bellator
2013年3月7日、Bellator初参戦となったBellator 92でロッキー・ラミレスと対戦し、肩固めで見込み一本勝ちを収めた。
2014年4月11日、Bellator 116のミドル級トーナメント1回戦でジョー・パチェコと対戦し、3-0の判定勝ち。7月25日、Bellator 122のミドル級トーナメント決勝でブレット・クーパーと対戦し、腕ひしぎ十字固めで一本勝ちを収め優勝を果たした。

### 世界王座獲得
2014年9月26日、Bellator 126の世界ミドル級タイトルマッチでアレキサンダー・シュレメンコと対戦し、リアネイキドチョークで見込み一本勝ちを収め王座獲得に成功した。

### 世界王座陥落
2015年5月14日、Bellator 137の前日計量で体重超過したため世界ミドル級王座を剥奪された。
2015年5月15日、Bellator 137の世界ミドル級王座決定戦でケンドール・グローブと対戦し、パウンドでTKO勝ち。体重超過のペナルティで王座は獲得できなかった。
2015年10月23日、Bellator 144の世界ミドル級王座決定戦でハファエル・カルバーリョと対戦し、左ミドルキックでKO負けを喫し王座獲得に失敗した。

### RIZIN
2018年12月31日、RIZIN.14でイリー・プロハースカと対戦し、パウンドでTKO負け。

## 戦績
| 総合格闘技 戦績 | 総合格闘技 戦績 | 総合格闘技 戦績 | 総合格闘技 戦績 | 総合格闘技 戦績 | 総合格闘技 戦績 | 総合格闘技 戦績 |
| --------------- | --------------- | --------------- | --------------- | --------------- | --------------- | --------------- |
| 17 試合         | (T)KO           | 一本            | 判定            | その他          | 引き分け        | 無効試合        |
| 12 勝           | 3               | 4               | 5               | 0               | 0               | 0               |
| 5 敗            | 4               | 1               | 0               | 0               | 0               | 0               |

| 勝敗 | 対戦相手                     | 試合結果                               | 大会名                                                                             | 開催年月日     |
| ×    | イリー・プロハースカ         | 1R 6:30 TKO（パウンド）                | RIZIN.14                                                                           | 2018年12月31日 |
| ○    | ホニー・マルケス             | 5分2R終了 判定3-0                      | PFL 9: 2018 Season PFL Playoffs 2 【プレーオフ ライトヘビー級 オルタネートバウト】 | 2018年10月13日 |
| ×    | ヴィニシウス・マガリャエス   | 1R 1:34 TKO（パンチ連打）              | PFL 5: 2018 Regular Season                                                         | 2018年8月2日   |
| ○    | スメリーニョ・ラマ           | 3R 0:01 TKO（ドクターストップ）        | PFL 2: 2018 Regular Season                                                         | 2018年6月21日  |
| ○    | ミハイル・ラゴジン           | 5分3R終了 判定3-0                      | M-1 Challenge 83 Tatfight 5: Ragozin vs. Halsey                                    | 2017年9月23日  |
| ×    | アレキサンダー・シュレメンコ | 1R 0:25 TKO（左ミドルキック→パウンド） | M-1 Challenge 79: Shlemenko vs. Halsey 2                                           | 2017年6月1日   |
| ×    | ジョン・ソルター             | 1R 4:03 三角絞め                       | Bellator 156: Galvao vs. Dantas 2                                                  | 2016年6月17日  |
| ×    | ハファエル・カルバーリョ     | 2R 1:42 KO（左ミドルキック）           | Bellator 144: Halsey vs. Carvalho 【Bellator世界ミドル級王座決定戦】               | 2015年10月23日 |
| ○    | ケンドール・グローブ         | 4R 2:25 TKO（パウンド）                | Bellator 137: Halsey vs. Grove 【Bellator世界ミドル級王座決定戦】                  | 2015年5月15日  |
| ○    | アレキサンダー・シュレメンコ | 1R 0:35 リアネイキドチョーク           | Bellator 126 【Bellator世界ミドル級タイトルマッチ】                                | 2014年9月26日  |
| ○    | ブレット・クーパー           | 1R 2:09 腕ひしぎ十字固め               | Bellator 122 【ミドル級トーナメント 決勝】                                         | 2014年7月25日  |
| ○    | ジョー・パチェコ             | 5分3R終了 判定3-0                      | Bellator 116 【ミドル級トーナメント 1回戦】                                        | 2014年4月11日  |
| ○    | ヘクター・ラミレス           | 1R 0:52 TKO（パウンド）                | Bellator 106                                                                       | 2013年11月2日  |
| ○    | ジョー・イェーガー           | 5分3R終了 判定2-1                      | Bellator 96                                                                        | 2013年6月19日  |
| ○    | ロッキー・ラミレス           | 3R 0:50 肩固め                         | Bellator 92                                                                        | 2013年3月7日   |
| ○    | ショーニー・カーター         | 5分3R終了 判定3-0                      | KOTC: Reckless Abandon                                                             | 2012年2月2日   |
| ○    | クリス・ゴルズ               | 1R 1:46 リアネイキドチョーク           | Respect in the Cage                                                                | 2012年1月21日  |

## 獲得タイトル
- Bellatorシーズン10 ミドル級トーナメント 優勝（2014年）
- 第3代Bellator世界ミドル級王座（2014年）

## 表彰
- レスリング NCAAオールアメリカン（1回）